# Sidenor
Die Sidenor Holdings Europa ist ein spanischer Stahlkonzern mit Sitz in Basauri.
Produktionsstandorte des Sidenor-Konzerns befinden sich in Azkoitia, Basauri, Reinosa, Vitoria, Legutiano, Polinyà, Sagunto und Azuqueca de Henares. Vertriebstöchter befinden sich in Großbritannien, Frankreich, Italien und Deutschland. Bei Letzterer handelt es sich um die Sidenor (Deutschland) GmbH in Düsseldorf.

## Geschichte
Von 2006 bis 2016 gehörte Sidenor mit seinen spanischen Spezialstahlwerken zu Gerdau S.A.

## Sonstiges
In Griechenland existiert ein gleichnamiger Stahlhersteller.